# Конституция Узбекистана
Конституция Республики Узбекистан (узб. Oʻzbekiston Respublikasining Konstitutsiyasi / Ўзбекистон Республикасининг Конституцияси) — высший нормативный правовой акт Республики Узбекистан. 
Конституция республики была принята 8 декабря 1992 года и в тот же день вступила в силу, установив президентскую республику. Первая редакция Конституции была опубликована в номере 247 (438) газеты «Народное слово» 15 декабря 1992 года. Действующая Конституция Республики Узбекистан переиздавалась в нескольких редакциях, нынешняя датируется 30 апреля 2023 года.

## История
Первая Конституция Узбекской ССР была принята 30/31 марта 1927 года на 2-м Всеузбекском съезде Советов, опубликована 11 июля 1927 года, и действовала 10 лет.
Конституция Узбекской ССР, принятая 14 февраля 1937 года, действовала на протяжении более 40 лет. 19 апреля 1978 года была принята последняя Конституция УзССР, составленная по образцу Конституции СССР 1977 года.
О необходимости разработки новой Конституции было заявлено ещё на II сессии Верховного Совета Узбекской ССР, которая состоялась 20 июня 1990 года и на которой была принята «Декларация о суверенитете». Сессия приняла постановление о создании комиссии по подготовке проекта Конституции из 64 человек во главе с Президентом Узбекистана Исламом Каримовым. В состав комиссии вошли депутаты Верховного Совета, представители Каракалпакстана и областей, учёные и специалисты.
Конституционная комиссия почти 2,5 года трудилась над разработкой Конституции Республики Узбекистан. На заседании Конституционной комиссии, которое прошло 12 апреля 1991 года, была создана рабочая группа из 32 человек — ведущих специалистов и учёных. Для подготовки разделов Конституции было создано 6 небольших групп из 50 человек. Провозглашение государственной независимости Узбекистана 31 августа 1991 года и принятие Закона «Об основах государственной независимости Республики Узбекистан», придание этому закону статуса конституционного, ещё больше усилили ответственность Конституционной комиссии.
При разработке проекта Конституции была изучена мировая практика конституционного развития, учтены успехи, достигнутые в мире в области прав человека, демократии и законодательства. 26 сентября 1992 года проект Конституции Республики Узбекистан был опубликован в прессе для всенародного обсуждения. Обсуждение продолжалось около двух месяцев. Проект с исправлениями, внесёнными на основе предложений, высказанных в процессе обсуждения, был опубликован в прессе 26 ноября 1992 года. Во время всенародного обсуждения было внесено более 6 тысяч предложений, которые были приняты комиссией к рассмотрению.

XI сессия Верховного Совета, которая проходила в декабре 1992 года, обсудила вопрос принятия Конституции Республики Узбекистан. 
Надо особо подчеркнуть, что при создании проекта новой Конституции мы руководствовались документами Организации Объединённых Наций, Всеобщей Декларацией прав человека, другими актами, признанными международным правом. При этом также творчески использовали конституционную практику таких развитых демократических государств, как Турция, Соединённые Штаты Америки, Япония, Канада, Германия, Франция, Португалия, Италия, Швеция, Испания и таких восточных стран, как Индия, Пакистан, Египет.Ислам Каримов Сочинения. Т. 1, С.127
На сессии депутаты внесли в проект около 80 изменений, дополнений и уточнений. Таким образом, 8 декабря 1992 года Конституция Республики Узбекистан была принята. В тот же день президент Республики Ислам Каримов подписал законы «О принятии Конституции Республики Узбекистан», «Об объявлении Дня принятия Конституции Республики Узбекистан всенародным праздником», «О порядке введения в действие Конституции Республики Узбекистан». Конституция Узбекистана прошла экспертизу специалистов Организации Объединённых Наций, Совета по безопасности и сотрудничеству в Европе, учёных, юристов США, Великобритании, Франции и многих других стран, она закрепила основополагающие положения демократии:

Узбекистан — суверенная демократическая республика. Названия государства «Республика Узбекистан» и «Узбекистан» равнозначны.— ст. 1 Конституции Республики Узбекистан

Государство выражает волю народа, служит его интересам. Государственные органы и должностные лица ответственны перед обществом и гражданами.— ст. 2 Конституции Республики Узбекистан

Народ является единственным источником государственной власти.
Государственная власть в Республике Узбекистан осуществляется в интересах народа и исключительно органами, уполномоченными на то Конституцией Республики Узбекистан и законодательством, принятым на её основе. Присвоение полномочий государственной власти, приостановление или прекращение деятельности органов власти в не предусмотренном Конституцией порядке, создание новых и параллельных структур власти являются антиконституционными и влекут ответственность по закону.— ст. 7 Конституции Республики Узбекистан

Народ Узбекистана составляют граждане Республики Узбекистан независимо от их национальности.— ст. 8 Конституции Республики Узбекистан

## Структура
Конституция состоит из Преамбулы, 6 разделов, 27 глав, разделённых на 155 статей.

Мы, единый народ Узбекистана, 
торжественно провозглашая свою приверженность правам и свободам человека, 
национальным и общечеловеческим ценностям, принципам государственного суверенитета, 
подтверждая свою верность идеалам демократии, свободы и равенства, социальной 
справедливости и солидарности, 
осознавая высокую ответственность перед нынешним и будущими поколениями за 
построение гуманного демократического государства, открытого и справедливого общества, 
в котором высшей ценностью является человек, его жизнь, свобода, честь и достоинство, 
опираясь на более чем трехтысячелетний исторический опыт развития нашей 
государственности, а также научное, культурное и духовное наследие великих предков, 
внесших бесценный вклад в мировую цивилизацию, 
преисполненные решимости приумножать и оберегать для нынешнего и будущих 
поколений бесценные природные богатства страны и сохранять здоровую окружающую среду, 
основываясь на общепризнанных принципах и нормах международного права, 
стремясь к укреплению и развитию дружественных отношений Узбекистана с 
мировым сообществом, прежде всего, с соседними государствами, на основе сотрудничества, 
взаимной поддержки, мира и согласия, 
ставя целью обеспечение достойной жизни граждан, межнационального и 
межконфессионального согласия, благополучия и процветания многонационального родного 
Узбекистана, 
принимаем и провозглашаем настоящую Конституцию.— Преамбула Конституции Республики Узбекистан
Разделы:
1. Основные принципы. Данный раздел состоит из 4 глав (с 1 по 4 главы), 18 статей (с 1 по 18 статьи). В данном разделе отражены Государственный Суверенитет, Народовластие, Верховенство Конституции и закона а также Внешняя политика.
2. Основные права, свободы и обязанности человека и гражданина. Данный раздел состоит из 7 глав (с 5 по 11 главы), 45 статей (с 19 по  64 статьи). В данном разделе отражены Общие положения, Гражданство, Личные права и свободы, Политические права, Экономические и социальные права, Гарантии прав и свобод человека а также Обязанности граждан.
3. Общество и личность. Данный раздел состоит из 4 глав (с 12 по 15 главы), 17 статей (с 65 по 82 статьи). В данном разделе отражены Экономические основы общества, Общественные объединения, Семья и Средства массовой информации.
4. Административно-территориальное и государственное устройство. Данный раздел состоит из 2 глав (с 16 по 17 главы), 8 статей (с 83 по 90 статьи). В данном разделе отражены Административно-территориальное устройство Республики Узбекистан и Республики Каракалпакстан.
5. Организация государственной власти. Данный раздел состоит из 9 глав (с 18 по 27 главы), 62 статьи (с 91 по 153 статьи), которые посвящены деятельности высшего представительного органа Республики Узбекистан — Олий мажлиса Республики Узбекистан, деятельности президента Республики Узбекистан, Кабинета министров, основам государственной власти на местах (понятие, полномочия, организация деятельности), судебной власти Республики Узбекистан, избирательной системе,адвокатуре, прокуратуре, финансам и кредиту, обороне и безопасности.
6. Порядок изменения Конституции. Данный заключительный раздел состоит из 2 статей (с 154 по 155 статьи). В данном разделе рассмотрен порядок внесения изменений и поправок в Конституцию.

В Конституции установлено единое для всех территории гражданство, которое является равным для всех граждан. Статья 22: «Гражданин Республики Каракалпакстан является одновременно гражданином Республики Узбекистан».
Основным отличием этой Конституции является приоритет интересов гражданина над интересами государства.

## Изменения
Конституция может быть изменена большинством в две трети депутатов обеих палат парламента или путём референдума (ст. 154); отклонённые поправки могут быть поданы заново по прошествии года (ст. 155).
Поправки вносились в 2009, а также 2016 и 2017 годах.

### Референдум 2023 года
Президент Узбекистана Шавкат Мирзиёев анонсировал конституционную реформу 6 ноября 2021 года, на  церемонии своей инаугурации. 16 мая 2022 года парламентские Либерально-демократическая партия Узбекистана и Демократическая партия Узбекистана «Миллий тикланиш» договорились активизировать конституционную реформу. В том же месяце была сформирована Конституционная комиссия для сбора предложений по изменению Основного закона. За месяц приёма идей поступило более 60 тысяч идей. 22 июня 2022 комиссия внесла документ в Законодательную палату парламента. Проект был оперативно принят в первом чтении и уже 25 июня выложен для всеобщего обсуждения на портале «Это моя Конституция» (на узбекском и русском языках), а также опубликован в официальной газете «Халк сузи».
Предложенный проект предусматривал внесение в 64 статьи Основного закона более 200 изменений, в том числе включение 6 новых статей, которые постулируют 16 новых норм. Среди ключевых изменений: увеличение срок полномочий президента с пяти до семи лет (статья 90), запрет в Узбекистане смертной казни (статья 25), удаление указания на суверенитет Республики Каракалпакстан (статья 70) и «право выхода из состава Республики Узбекистан на основании всеобщего референдума народа Каракалпакстана» (статья 74).
1 июля 2022 года в Каракалпакстане начались масштабные протесты: сперва в столице республике городе Нукусе, позже перекинулись на Чимбай и Муйнак. Протестующие выступили против проекта новой редакции Конституции, уничтожающего суверенитет республики.
14 марта 2023 года Сенат Олий Мажлиса Узбекистана одобрил постановление о проведении 30 апреля 2023 года референдума по законопроекту о Конституции в новой редакции. Ранее конституционную реформу предложил президент Узбекистана Шавкат Мирзиёев. За решение проголосовали 80 из 83 сенаторов. Планируется, что в Основной закон внесут 27 новых статей, увеличив их число со 128 до 155. К действующим 275 нормам добавят ещё 159, доведя их количество до 434. Действующий текст будет обновлён на 65 %. Разработчики заявляли, что в Конституции планируется изменить принцип «государство — общество — человек» на «человек — общество — государство», и, таким образом, «поставить интересы человека превыше всего». Узбекистан планируется объявить социальным государством, утроив нормы социальных обязательств государства. Критики отмечали, что хотя в текст Конституции будут внесены некоторые гуманистические положения, в то же время чиновники после принятия новой редакции смогут претендовать на переизбрание вне зависимости от количества сроков непрерывного нахождения в должности.
Принятие проекта Конституции в новой редакции позволит действующему президенту «обнулиться». Срок полномочий президента в проекте увеличен с 5 до 7 лет. Норма о том, что одно и то же лицо не может быть президентом Узбекистана более двух сроков подряд, сохранена. Однако в случае, если президент занимает свою должность на момент соответствующего изменения Конституции, его прежние сроки обнуляются и он вновь может избираться президентом.
Согласно документу, положения конституционного закона, изменяющие и (или) иным образом затрагивающие сроки полномочий, порядок и (или) условия избрания (назначения) должностных лиц государственной власти, применяются в отношении лиц, занимающих эти должности на момент вступления в силу данного закона.
Помимо президента, к «данным лицам» относятся спикер Законодательной палаты, председатель Сената, председатели кенгашей народных депутатов областей, районов и городов, хокимы, председатель и заместитель председателя Верховного суда, председатель и заместитель председателя Высшего судейского совета, председатель Центральной избирательной комиссии и генеральный прокурор.
Референдум о принятии проекта Конституции в новой редакции назначен на 30 апреля 2023 года.